# M/S Homeric
M/S Homeric är ett fartyg byggt för Home Line.

## Historia
Fartyget sjösattes den 28 september 1985 under namnet M/S Homeric och levererades till Home Line den 6 maj 1986. Den 27 november 1988 såldes fartyget till Holland America Line med ny hemmahamn i Nassau, Bahamas. Fartyget döps också om till M/S Westerdam. Mellan den 30 oktober 1989 och den 12 mars 1990 låg fartyget inne på varvet Jos. L. Meyer Werft, i Papenburg, Tyskland för ombyggnad. Efter ombyggnaden sattes fartyget in på kryssningar till Alaska och Karibien. 
År 1996 fick fartyget en ny hemmahamn, Rotterdam i Nederländerna. I mars 2002 såldes fartyget till Costa Crociere i Italien och döptes om till M/S Costa Europa med ny hemmahamn i Genua, Italien. Första kryssningen för det nya rederiet avgick från Genua den 27 mars 2002.

## Framtid
Från och med april 2010 planeras fartyget vara utchartrat till Thomson med det nya namnet M/S Thomson Dream.